# Наттгайм
Наттгайм (нім. Nattheim) — громада в Німеччині, знаходиться в землі Баден-Вюртемберг. Підпорядковується адміністративному округу Штутгарт. Входить до складу району Гайденгайм.
Площа — 44,99 км2. Населення становить 6291 ос. (станом на 31 грудня 2020).